# NDR Info
NDR Info est une radio publique d'information allemande, appartenant au groupe Norddeutscher Rundfunk.

## Histoire
Le 1er avril 1989, NDR Info débute sous le nom de NDR 4 en tant que programme d'information et de culture. De 1998 à 2004, NDR 4 (à partir du 2 juin 1998 sous le nom de NDR 4 Info, et depuis 2002 sous le nom de NDR Info) se constitue un programme d’information et de musique d’aujourd’hui.

## Programme
NDR Info diffuse un programme d’information compact du lundi au vendredi de 6h00 à 19h50 et le samedi de 6h00 à 18h00, dont les sections de programme tournent dans le cadre d’une heure fixe. Toutes les quatre heures, des informations sont complétées par des informations météorologiques et routières. Dans l'intervalle, les événements quotidiens sont traités de manière journalistique dans des rapports, des analyses, des commentaires et des éditoriaux.
Avec le WDR, le NDR produit chaque jour trois programmes d'information, qui sont simultanément diffusés sur NDR Info et sur WDR 5.

## Diffusion

### FM
Les programmes de NDR Info sont diffusés, en modulation de fréquence, sur la bande FM des lands suivants :
- Hambourg
- Basse-Saxe
- Schleswig-Holstein
- Mecklembourg-Poméranie-Occidentale

### RDS
Le code d'accès pour la réception de la radio en mode RDS est : NDR INFO.

### Source de la traduction
- (de) Cet article est partiellement ou en totalité issu de l’article de Wikipédia en allemand intitulé « NDR Info » (voir la liste des auteurs).